# ORP Szczecin
ORP „Szczecin” – okręt polskiej Marynarki Wojennej, kuter rakietowy radzieckiego projektu 205 (według nomenklatury NATO: typ Osa I). W 1990 roku przebudowany na okręt patrolowy, służył do 1995 jako patrolowiec Straży Granicznej SG-302. 

## Historia
Został zbudowany w Stoczni Rzecznej w Rybińsku na terenie byłego Związku Socjalistycznych Republik Radzieckich. Był piątym z trzynastu okrętów tego typu w Polsce. Do służby w 3 dywizjonie kutrów torpedowych 3 Brygady Kutrów Torpedowych w Gdyni wszedł 17 stycznia 1966 roku. Od 1971 roku znajdował się w składzie 1 dywizjonu Kutrów Rakietowo-Torpedowych 3 Flotylli Okrętów w Gdyni. W czerwcu 1975 roku okręt wziął udział w ćwiczeniach o kryptonimie Posejdon-75. W dniach 4–26 maja 1983 roku okręt wziął udział w wielkich ćwiczeniach sił Marynarki Wojennej o kryptonimie Reda-83. Został skreślony z listy floty 30 czerwca 1990 roku. Miał numer burtowy 425, a imię nosił od miasta Szczecina.
Ostatnim dowódcą okrętu był kpt. mar. Bogdan Miłek.
W związku z planowanym wycofaniem okrętu, zdecydowano o zaadaptowaniu go do roli okrętu patrolowego Wojsk Ochrony Pogranicza. Został przebudowany w Stoczni Marynarki Wojennej w Gdyni i pozbawiony dotychczasowego uzbrojenia. 30 czerwca 1990 roku, zachowując nazwę ORP „Szczecin”, został przeklasyfikowany na okręt patrolowy o oznaczeniu OP-302 i numerze burtowym „302” oraz przydzielony do Kaszubskiego dywizjonu Okrętów Pogranicza w Morskiej Brygadzie Okrętów Pogranicza. Pierwszym dowódcą okrętu był por. mar. Sławomir Bartoszuk. Od 1991 roku, po przejęciu okrętu przez Straż Graniczną (SG), służył jako SG-302 „Szczecin” w kaszubskim dywizjonie Morskiego Oddziału Straży Granicznej w Gdańsku do 30 maja 1996, a następnie był złomowany.

## Dane taktyczno-techniczne
- Wyporność standardowa: 171 t
- Wyporność pełna: 209.5 t
- Wyporność maksymalna: 220.5 t
- Długość: 38,5 m
- Szerokość: 7,6 m
- Zanurzenie max:2.5 m
- Prędkość maksymalna:40 w
- Prędkość ekonomiczna:26 w
- Zasięg: 800 Mm
- Autonomiczność: 5 dób
- Wielkość załogi: 23 do 30 osób

Napęd główny,
- 3 silniki wysokoprężne M503A2 o mocy ekon. 2200kW

Zespoły prądotwórcze,
- 1 zespół DG75
- 1 zespół DG43/13

Urządzenia sterowe
- 3 stery

Zapas paliwa
- 56 t

## Uzbrojenie
- 4x1 wyrzutnie przeciwokrętowych kierowanych pocisków rakietowych P-15 Termit (według nomenklatury NATO: SS-N-2A Styx)
- 1x4 wyrzutnia przeciwlotniczych kierowanych pocisków rakietowych Strzała-2M (według nomenklatury NATO: SA-N-5 Grail)
- 2x2 armaty morskie kalibru 30 mm AK-230